# Campionati africani di nuoto 2021
La XIV edizione dei campionati africani di nuoto (in inglese 14th CANA Swimming & Open Water Championships) si è svolta dall'11 al 17 ottobre 2021 in Ghana.
Le gare di nuoto in corsia si sono svolte dall'11 al 16 ottobre 2021 al Trust Sports Emporium di Accra, mentre quelle di nuoto di fondo il 17 ottobre 2021 ad Akosombo.
Il Ghana ha ospitato per la prima volta nella sua storia i campionati. Nella competizione sono stati inclusi i Campionati africani giovanili ai quali hanno partecipato ragazzi con età inferiore ai 18 anni e ragazze sotto i 17 anni.
Hanno partecipato alle competizioni 42 nazioni.

## Discipline
In programma, complessivamente, si sono svolte 42 gare di nuoto e 2 di nuoto di fondo, per un complessivo di 44 eventi.
| Disciplina     | Masc. | Femm. | Miste | Tot. |
| -------------- | ----- | ----- | ----- | ---- |
| Nuoto          | 20    | 20    | 2     | 42   |
| Nuoto di fondo | 1     | 1     | -     | 2    |
| Totale         | 21    | 21    | 2     | 44   |

## Calendario
- Nuoto: 11–16 ottobre 2022
- Nuoto di fondo: 17 ottobre 2022

## Paesi partecipanti
- Algeria
- Angola
- Benin
- Botswana
- Burkina Faso
- Burundi
- Capo Verde
- Egitto
- Gambia
- Ghana
- Guinea
- Madagascar
- Malawi
- Mauritius
- Marocco
- Mozambico
- Mali
- Niger
- Nigeria
- Namibia
- Senegal
- Seychelles
- Sudafrica
- Sudan
- eSwatini
- Tanzania
- Tunisia
- Uganda
- Zimbabwe

## Medagliere
Nazione ospitante 
| Posiz. | Nazione    | Oro | Argento | Bronzo | Totale |
| ------ | ---------- | --- | ------- | ------ | ------ |
| 1      | Sudafrica  | 25  | 24      | 10     | 59     |
| 2      | Egitto     | 15  | 14      | 11     | 40     |
| 3      | Algeria    | 2   | 2       | 7      | 11     |
| 4      | Senegal    | 1   | 0       | 4      | 5      |
| 5      | Tunisia    | 0   | 2       | 0      | 2      |
| 6      | Ghana      | 0   | 1       | 1      | 2      |
| 7      | Mauritius  | 0   | 1       | 0      | 1      |
| 8      | Angola     | 0   | 0       | 5      | 5      |
| 9      | Capo Verde | 0   | 0       | 2      | 2      |
| 10     | Marocco    | 0   | 0       | 1      | 1      |
| 10     | Namibia    | 0   | 0       | 1      | 1      |
| Totale | Totale     | 43  | 44      | 42     | 129    |